# エミール・エッデ

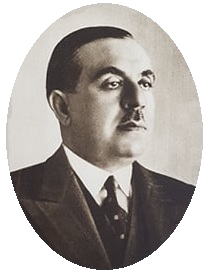
エミール・エッデ

エミール・エッデ（1886年5月5日-1949年9月27日、ラテン語表記Emile Edde、アラビア語表記إميل أده）は、キリスト教マロン派（マロン典礼カトリック教会）を代表するレバノンの政治家。シャルル・ダッバス時代には、同じくマロン派のビシャラ・アル・フーリーとダッバス後継の座を争った。
1929年10月29日から1930年3月25日の期間には、レバノンの首相を務めた。エッデの政治スタンスは、イスラームはレバノンにとって危険な立場であるという姿勢であり、ムスリムとの連携を唱えるフーリーとは立場を異とした。また、国民ブロックの創設者でもある。
1936年1月に開催された議会において、1票差で大統領に選出されると、フランスへの依存を強めながら、フランス・レバノン条約の締結を進めると同時に、ムスリム出身のカイル・アッディーン・アフタブに首相を任命するなど、大統領就任後は、ムスリムに対してやや柔軟な姿勢を示した。
1943年11月のレバノン独立前夜には、フランスの支持を取り付け、一時的に大統領の座に帰り着くが、全国民の批判を受け、わずか11日で、宿敵のフーリーに大統領の座を明け渡した。